# Мая (комуна)
Мая (рум. Maia) — комуна у повіті Яломіца в Румунії. До складу комуни входить єдине село Мая.
Комуна розташована на відстані 41 км на північний схід від Бухареста, 78 км на захід від Слобозії, 149 км на південний захід від Галаца, 119 км на південний схід від Брашова.

## Населення
У 2009 року у комуні проживали 1877 осіб.